# Neófito VII de Constantinopla
Neófito VII (en griego: Νεόφυτος Ζ; muerto después de 1801) fue Patriarca Ecuménico de Constantinopla durante los periodos 1789-1794 y 1798-1801.

## Biografía
Neófito nació en Smyrna. Estudió en la Escuela Ecuménica de Smyrna, donde fue compañero de Nicodemo el Hagiorita y Adamantios Koraís. Era un hombre especialmente educado y estaba contra la simplificación de los textos religiosos, ya que pensaba que algo así conduciría a su vulgarización.
Se desempeñó como gran archidiácono del Patriarcado y en mayo de 1771 fue elegido obispo metropolitano de Maronea. Encima mayo de 1789 sucedió a Procopius de Constantinopla en el Trono Ecuménico, con algunas preocupaciones sobre lo canónica que fue su elección. Aunque su reinado está considerado digno, tuvo que dimitir el 1 de marzo de 1794 y se retiró a Heybeliada y más tarde a Rodas, Patmos y Monte Athos. Fue reelegido Patriarca en 1798, pero el 17 de junio de 1801 dimitió otra vez y fue exiliado al Monte Athos.
Durante su reinado, el profesor de filosofía Christodoulos Pamplekis, fue excomulgado, mientras que la Gran Escuela de la Nación se reconstituyó y se fundaron muchas escuelas. Con un arreglo canónico condenó el panteísmo, mientras que una decisión sinódica condenó el libro "Περί συνεχούς μεταλήψεως", escrito por el ex obispo metropolitano de Corinto, Macario de Corinto. Refundó después de 413 años la Metrópoli de Corfú y bendijo, con el permiso de la Sublime Puerta, la nueva bandera de los Estados Unidos de las Islas Jónicas en la Iglesia de San Jorge. Durante su vida, y después de muchas discusiones, finalmente se aprobó la traducción y publicación del Canon de la Iglesia ortodoxa en griego demótico. Consiguientemente, se publicaron "Κανονικόν" de Christopher y "Πηδάλιον" de Nicodemo el Hagiorita, este último también publicó "Μέγα Ευχολόγιον" en Estambul. Con su permiso, el Canon de Juan Nesteutes también fue publicado.